# Cogia guandu
Cogia guandu is een vlinder uit de familie van de dikkopjes (Hesperiidae). De wetenschappelijke naam van de soort is voor het eerst geldig gepubliceerd in 1978 door Mielke. Deze naam wordt wel beschouwd als een synoniem van Cogia punctilia Plötz, 1882.